# Estat electrotònic
Estat electrotònic és el nom que reben les condicions presents en els materials dintre d'un camp magnètic. Fou estudiat per James Clerk Maxwell i Michael Faraday.
Un corrent flueix en el ferro no només quan un imant es mou cap a ella, sinó també quan l'imant es treu de la seva proximitat. La presència d'un imant invisible pot dinamitzar el cable per a alguna condició elèctrica peculiar de la matèria. La idea és que els imants poden induir algun tipus de tensió en el seu entorn.